# Гай-Левел
Гай-Левел (англ. High Level) — містечко в Канаді, у провінції Альберта, у складі спеціалізованого муніципалітету Маккензі.

## Населення
За даними перепису 2016 року, містечко нараховувало 3159 осіб, показавши скорочення на 13,2%, порівняно з 2011-м роком. Середня густина населення становила 108,2 осіб/км².
З офіційних мов обидвома одночасно володіли 80 жителів, тільки англійською — 3 065, тільки французькою — 5, а 10 — жодною з них. Усього 555 осіб вважали рідною мовою не одну з офіційних, з них 110 — одну з корінних мов, а 5 — українську.
Працездатне населення становило 1 895 осіб (83,3% усього населення), рівень безробіття — 5,5% (6,2% серед чоловіків та 4,4% серед жінок). 92,1% осіб були найманими працівниками, а 7,4% — самозайнятими.
Середній дохід на особу становив $60 312 (медіана $49 312), при цьому для чоловіків — $74 289, а для жінок $46 052 (медіани — $69 696 та $36 320 відповідно).
28,1% мешканців мали закінчену шкільну освіту, не мали закінченої шкільної освіти — 24%, 47,9% мали післяшкільну освіту, з яких 37,6% мали диплом бакалавра, або вищий.
| Статево-вікова структура населення | Статево-вікова структура населення | Статево-вікова структура населення | Статево-вікова структура населення | Статево-вікова структура населення |
| ---------------------------------- | ---------------------------------- | ---------------------------------- | ---------------------------------- | ---------------------------------- |
|                                    |                                    |                                    |                                    |                                    |
| Всього                             | Всього                             | 50,9%49,1%                         |                                    |                                    |
| 0 — 14 років                       | 0 — 14 років                       |                                    | 26,1%                              | 26,1%                              |
| 15 — 64 років                      | 15 — 64 років                      |                                    | 69,1%                              | 69,1%                              |
| 65 і більше                        | 65 і більше                        |                                    | 4,7%                               | 4,7%                               |
| 85 і більше                        | 85 і більше                        |                                    | 0,2%                               | 0,2%                               |
| Середній вік (років)               | Середній вік (років)               | 31,531,1                           | 31,3                               | 31,3                               |
| Медіана (років)                    | Медіана (років)                    | 30,530,4                           | 30,4                               | 30,4                               |
| — чоловіки — жінки                 |                                    |                                    |                                    |                                    |

| Походження мешканців:     | Походження мешканців:     | Походження мешканців: | Походження мешканців: | Походження мешканців: |
| ------------------------- | ------------------------- | --------------------- | --------------------- | --------------------- |
| Походження                |                           |                       | осіб                  | %                     |
| Корінні американці        | Корінні американці        |                       | 815                   | 25.8%                 |
| Інше північноамериканське | Інше північноамериканське |                       | 1 030                 | 32.61%                |
| Європейське               | Європейське               |                       | 1 855                 | 58.72%                |
| британське                | британське                |                       | 1 045                 | 33.08%                |
| французьке                | французьке                |                       | 280                   | 8.86%                 |
| українське                | українське                |                       | 130                   | 4.12%                 |
| Латинськоамериканське     | Латинськоамериканське     |                       | 20                    | 0.63%                 |
| Карибське                 | Карибське                 |                       | 35                    | 1.11%                 |
| Африканське               | Африканське               |                       | 35                    | 1.11%                 |
| Азійське                  | Азійське                  |                       | 390                   | 12.35%                |
| Океанійське               | Океанійське               |                       | 20                    | 0.63%                 |

| Зайнятість населення за галузями (за класифікацією NOC): | Зайнятість населення за галузями (за класифікацією NOC): | Зайнятість населення за галузями (за класифікацією NOC): | Зайнятість населення за галузями (за класифікацією NOC): | Зайнятість населення за галузями (за класифікацією NOC): |
| -------------------------------------------------------- | -------------------------------------------------------- | -------------------------------------------------------- | -------------------------------------------------------- | -------------------------------------------------------- |
|                                                          |                                                          |                                                          |                                                          |                                                          |
| Управління                                               | Управління                                               |                                                          | 10,1%                                                    | 10,1%                                                    |
| Бізнес, фінанси та адміністрування                       | Бізнес, фінанси та адміністрування                       |                                                          | 8,8%                                                     | 8,8%                                                     |
| Природничі та прикладні науки                            | Природничі та прикладні науки                            |                                                          | 3,4%                                                     | 3,4%                                                     |
| Охорона здоров'я                                         | Охорона здоров'я                                         |                                                          | 7,2%                                                     | 7,2%                                                     |
| Освіта, правозахист, муніципальні та урядові служби      | Освіта, правозахист, муніципальні та урядові служби      |                                                          | 12,5%                                                    | 12,5%                                                    |
| Мистецтво, культура, відпочинок та спорт                 | Мистецтво, культура, відпочинок та спорт                 |                                                          | 1,3%                                                     | 1,3%                                                     |
| Роздрібна торгівля та послуги                            | Роздрібна торгівля та послуги                            |                                                          | 29,4%                                                    | 29,4%                                                    |
| Гуртова торгівля, транспорт та обладнання                | Гуртова торгівля, транспорт та обладнання                |                                                          | 17,5%                                                    | 17,5%                                                    |
| Природні ресурси, сільське господарство                  | Природні ресурси, сільське господарство                  |                                                          | 1,3%                                                     | 1,3%                                                     |
| Виробництво                                              | Виробництво                                              |                                                          | 9,3%                                                     | 9,3%                                                     |

## Клімат
Містечко знаходиться у зоні, котра характеризується континентальним субарктичним кліматом. Найтепліший місяць — липень із середньою температурою 16.5 °C (61.7 °F). Найхолодніший місяць — січень, із середньою температурою -20.4 °С (-4.7 °F).
| Клімат Гай-Левела       | Клімат Гай-Левела | Клімат Гай-Левела | Клімат Гай-Левела | Клімат Гай-Левела | Клімат Гай-Левела | Клімат Гай-Левела | Клімат Гай-Левела | Клімат Гай-Левела | Клімат Гай-Левела | Клімат Гай-Левела | Клімат Гай-Левела | Клімат Гай-Левела | Клімат Гай-Левела |
| Показник                | Січ.              | Лют.              | Бер.              | Квіт.             | Трав.             | Черв.             | Лип.              | Серп.             | Вер.              | Жовт.             | Лист.             | Груд.             | Рік               |
| Абсолютний максимум, °C | 11,3              | 14,6              | 17,4              | 30,2              | 33,9              | 31,5              | 34,4              | 35,2              | 30,2              | 25,2              | 15                | 14,2              | 35,2              |
| Середній максимум, °C   | −15               | −10,4             | −2,4              | 8,7               | 16,2              | 21,3              | 23                | 21,1              | 14,8              | 5,3               | −7,7              | −12,8             | 5,2               |
| Середня температура, °C | −20,4             | −16,9             | −9,4              | 2                 | 9,1               | 14,3              | 16,5              | 14,4              | 8,4               | 0,4               | −12,3             | −18,2             | −1                |
| Середній мінімум, °C    | −25,8             | −23,3             | −16,4             | −4,7              | 2                 | 7,3               | 9,9               | 7,6               | 1,9               | −4,6              | −16,8             | −23,5             | −7,2              |
| Абсолютний мінімум, °C  | −50,6             | −46,1             | −45               | −32,2             | −13,7             | −3,6              | −0,2              | −4,4              | −13,9             | −36,3             | −43,4             | −47,2             | −50,6             |
| Норма опадів, мм        | 19.5              | 17.5              | 18.2              | 14.7              | 35.8              | 51.3              | 66.2              | 43.3              | 31.6              | 30.6              | 24.5              | 18.8              | 372.1             |
| Днів з дощем            | 0,5               | 0,4               | 0,5               | 3                 | 8,8               | 11,2              | 13                | 11,7              | 9,6               | 4,9               | 1,2               | 0,7               | 65,4              |
| Днів зі снігом          | 12,1              | 9,8               | 8,2               | 3,1               | 1,3               | 0                 | 0                 | 0,1               | 0,7               | 5,6               | 12,1              | 11,5              | 64,5              |
| ----------------------- | ----------------- | ----------------- | ----------------- | ----------------- | ----------------- | ----------------- | ----------------- | ----------------- | ----------------- | ----------------- | ----------------- | ----------------- | ----------------- |
| Джерело: Weatherbase    |                   |                   |                   |                   |                   |                   |                   |                   |                   |                   |                   |                   |                   |

## Галерея

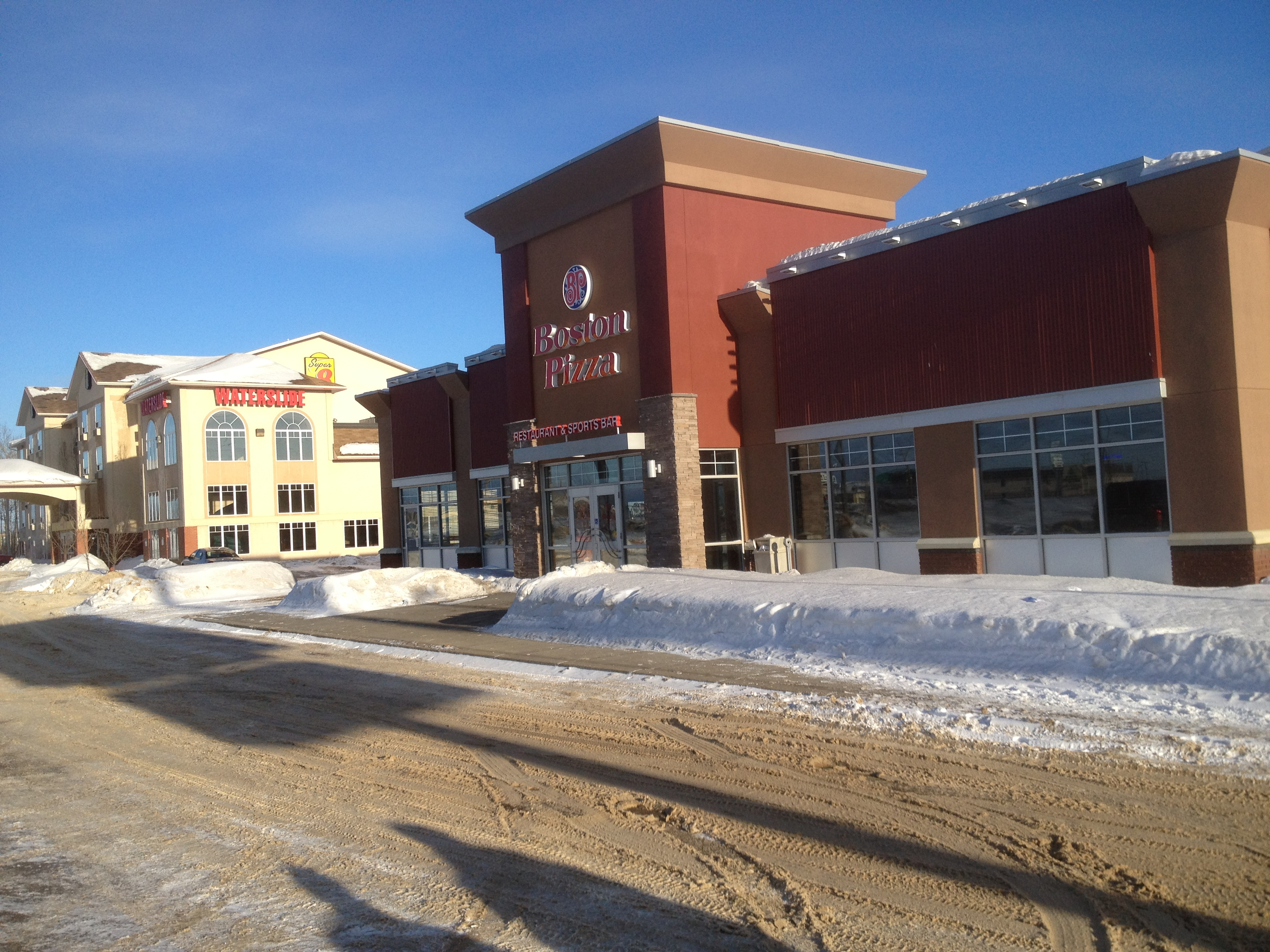
Boston Pizza
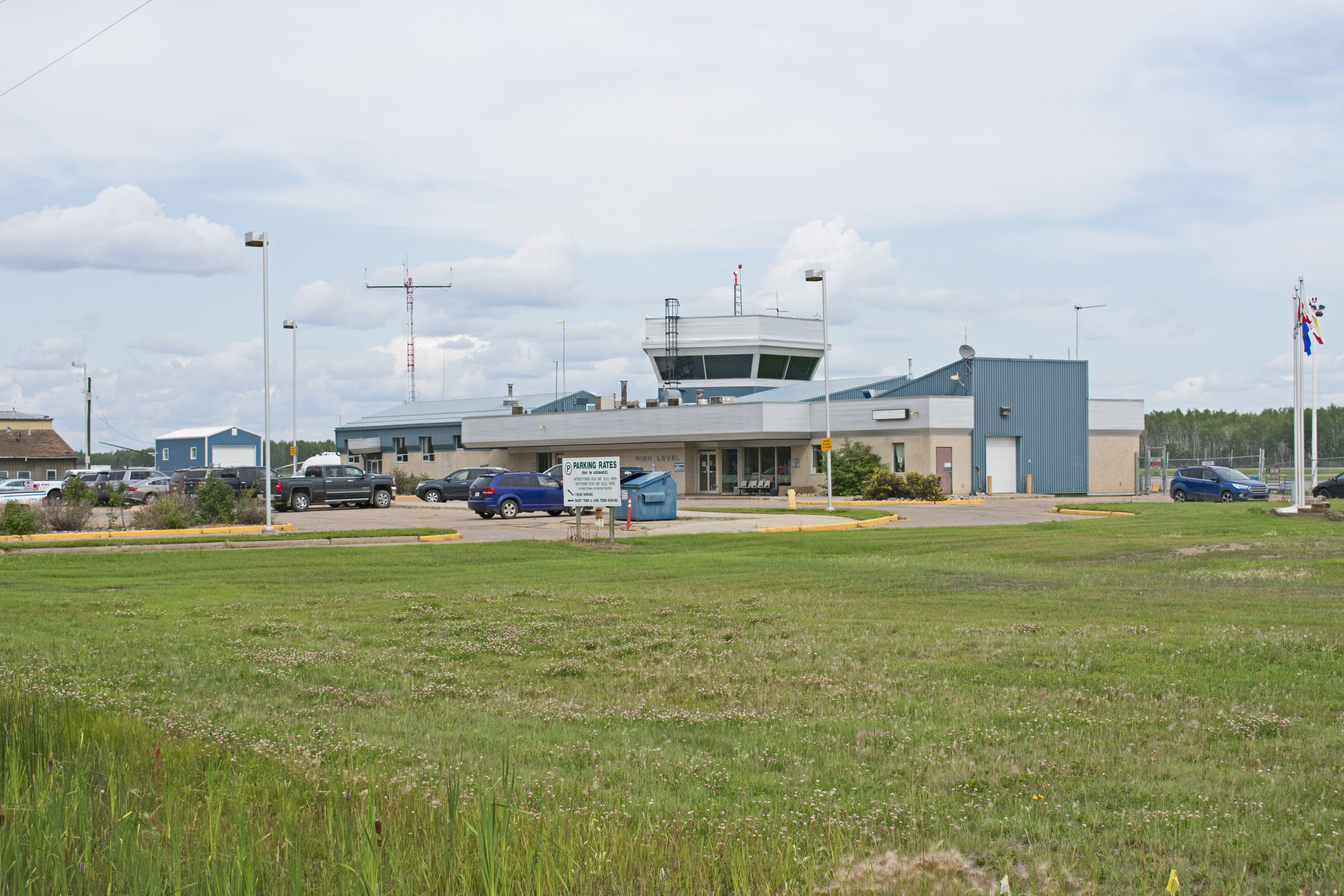
Аеропорт
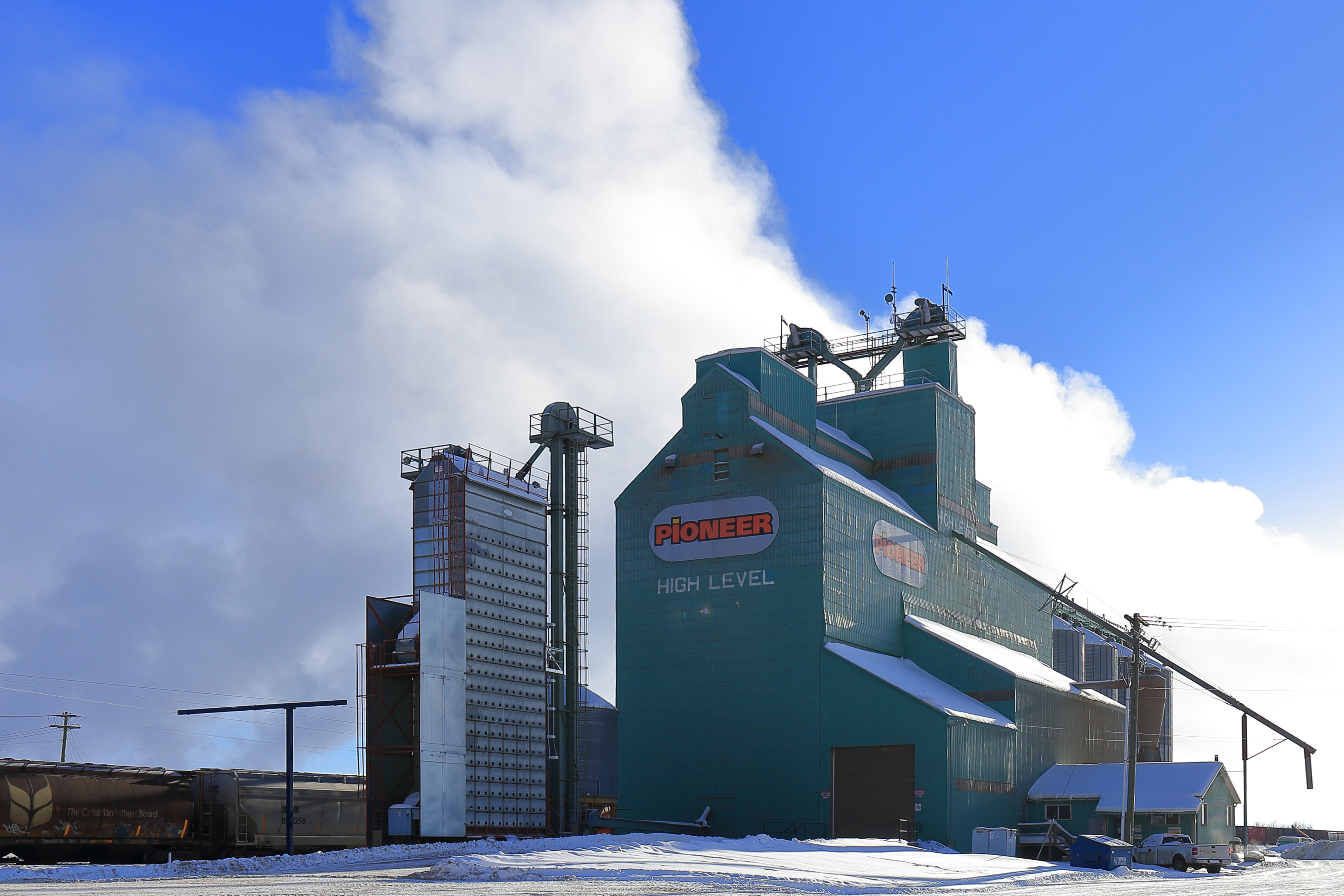
Елеватор